# Clézentaine
Clézentaine est une commune française située dans le département des Vosges, en région Grand Est.

## Géographie

### Localisation
Clézentaine est située à 12 km au nord-ouest de Rambervillers et en limite du département de Meurthe-et-Moselle.

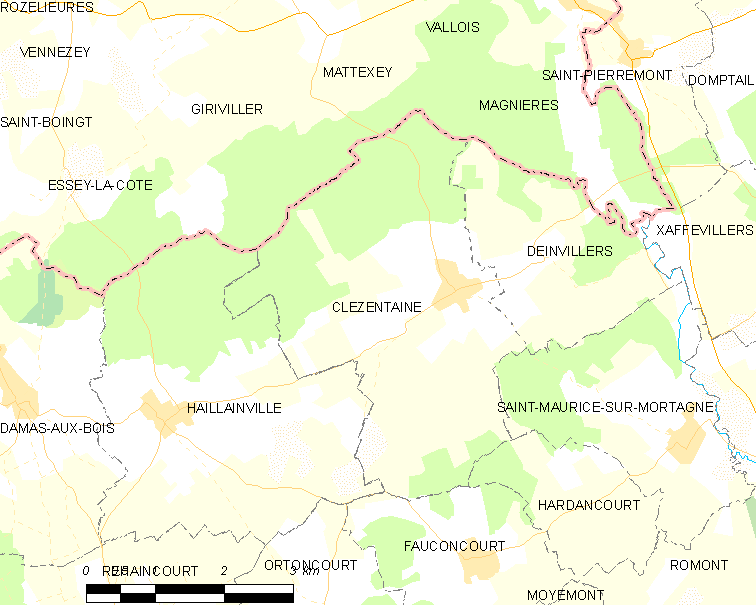
Situation géographique de Clézentaine.

| Giriviller Meurthe-et-Moselle | Mattexey Meurthe-et-Moselle | Magnières Meurthe-et-Moselle           |
| Haillainville                 | Clézentaine                 | Deinvillers                            |
|                               | Fauconcourt                 | Saint-Maurice-sur-Mortagne Hardancourt |

### Géologie et relief
La commune se compose de 32,54 hectares de territoires artificialisés (2,49 %), 783,31 hectares de territoires agricoles (60,02 %) et 489,48 hectares de forêts et milieux semi-naturels (37,51 %).
Espaces naturels :
Une zone naturelle d'intérêt écologique,
faunistique et floristique (Znieff) : Ruisseau du Bois de Laleau à Saint-Pierremont.

### Hydrographie et les eaux souterraines
Hydrogéologie et climatologie : Système d’information pour la gestion des eaux souterraines du bassin Rhin-Meuse :
Territoire communal : Occupation du sol (Corinne Land Cover); Cours d'eau (BD Carthage),
Géologie : Carte géologique; Coupes géologiques et techniques,
 Hydrogéologie : Masses d'eau souterraine; BD Lisa; Cartes piézométriques
La commune est située dans le bassin versant du Rhin au sein du bassin Rhin-Meuse. Elle est drainée par le ruisseau de Narbois, le ruisseau du Menil, le ruisseau de Moinel et le ruisseau du Secru,.
Le ruisseau du Ménil, dénommé localement « le rupt Bocquin » et noté ainsi sur la monographie de Clézentaine mais renommé « ruisseau du Ménil » sur le premier cadastre, sur la carte IGN ainsi que sur la première carte d'État major. Il s'écoule d'ouest en est. Il prend sa source sur le territoire d'Haillainville, traverse entièrement celui de Clézentaine et se jette dans la Mortagne à Deinvillers. Au début du XXe siècle, il fournissait l’énergie pour une scierie située au lieu-dit « le Moulinage ».
Le « rupt Bocquin » reçoit à Deinvillers un autre venant de Clézentaine. Il s'agit du ruisseau de Moilnel qui coule en lisière de la forêt communale, également d'ouest en est.

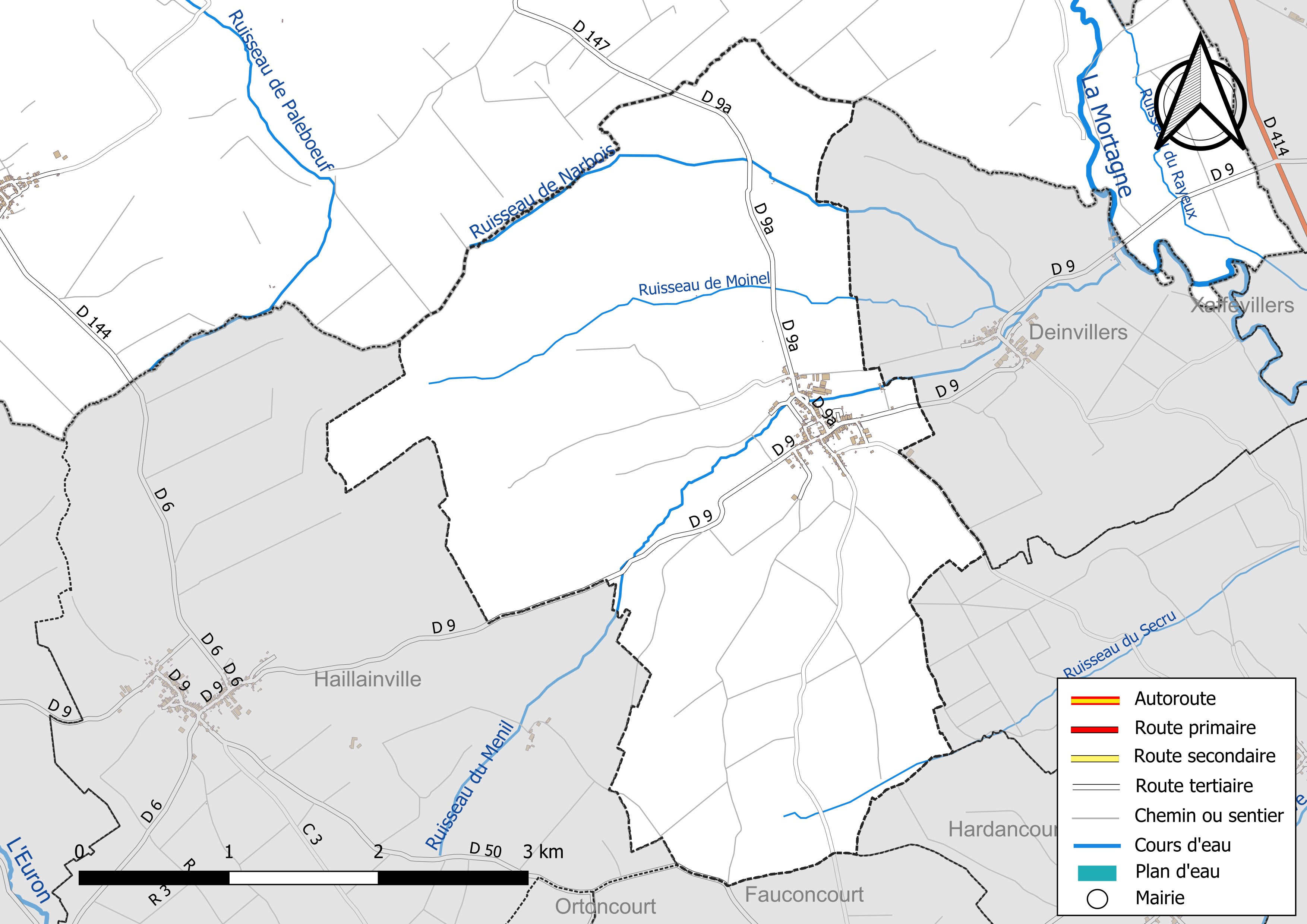
Réseaux hydrographique et routier de Clézentaine.

### Climat
Pour des articles plus généraux, voir Climat du Grand Est et Climat des Vosges.
En 2010, le climat de la commune est de type climat des marges montargnardes, selon une étude du Centre national de la recherche scientifique s'appuyant sur une série de données couvrant la période 1971-2000. En 2020, Météo-France publie une typologie des climats de la France métropolitaine dans laquelle la commune est exposée à un climat semi-continental et est dans une zone de transition entre les régions climatiques « Lorraine, plateau de Langres, Morvan » et « Vosges ».
Pour la période 1971-2000, la température annuelle moyenne est de 9,5 °C, avec une amplitude thermique annuelle de 16,9 °C. Le cumul annuel moyen de précipitations est de 837 mm, avec 11,6 jours de précipitations en janvier et 9,8 jours en juillet. Pour la période 1991-2020, la température moyenne annuelle observée sur la station météorologique de Météo-France la plus proche, « Roville », sur la commune de Roville-aux-Chênes à 5 km à vol d'oiseau, est de 10,3 °C et le cumul annuel moyen de précipitations est de 833,3 mm. 
La température maximale relevée sur cette station est de 40 °C, atteinte le 25 juillet 2019 ; la température minimale est de −24,5 °C, atteinte le 2 janvier 1971,,.
Les paramètres climatiques de la commune ont été estimés pour le milieu du siècle (2041-2070) selon différents scénarios d'émission de gaz à effet de serre à partir des nouvelles projections climatiques de référence DRIAS-2020. Ils sont consultables sur un site dédié publié par Météo-France en novembre 2022.

## Urbanisme

### Typologie
Au 1er janvier 2024, Clézentaine est catégorisée commune rurale à habitat dispersé, selon la nouvelle grille communale de densité à sept niveaux définie par l'Insee en 2022.
Elle est située hors unité urbaine et hors attraction des villes,.

### Occupation des sols
L'occupation des sols de la commune, telle qu'elle ressort de la base de données européenne d’occupation biophysique des sols Corine Land Cover (CLC), est marquée par l'importance des territoires agricoles (60,4 % en 2018), une proportion sensiblement équivalente à celle de 1990 (60,2 %). La répartition détaillée en 2018 est la suivante : 
terres arables (39 %), forêts (37,1 %), prairies (20,1 %), zones urbanisées (2,5 %), zones agricoles hétérogènes (1,2 %). L'évolution de l’occupation des sols de la commune et de ses infrastructures peut être observée sur les différentes représentations cartographiques du territoire : la carte de Cassini (XVIIIe siècle), la carte d'état-major (1820-1866) et les cartes ou photos aériennes de l'IGN pour la période actuelle (1950 à aujourd'hui).

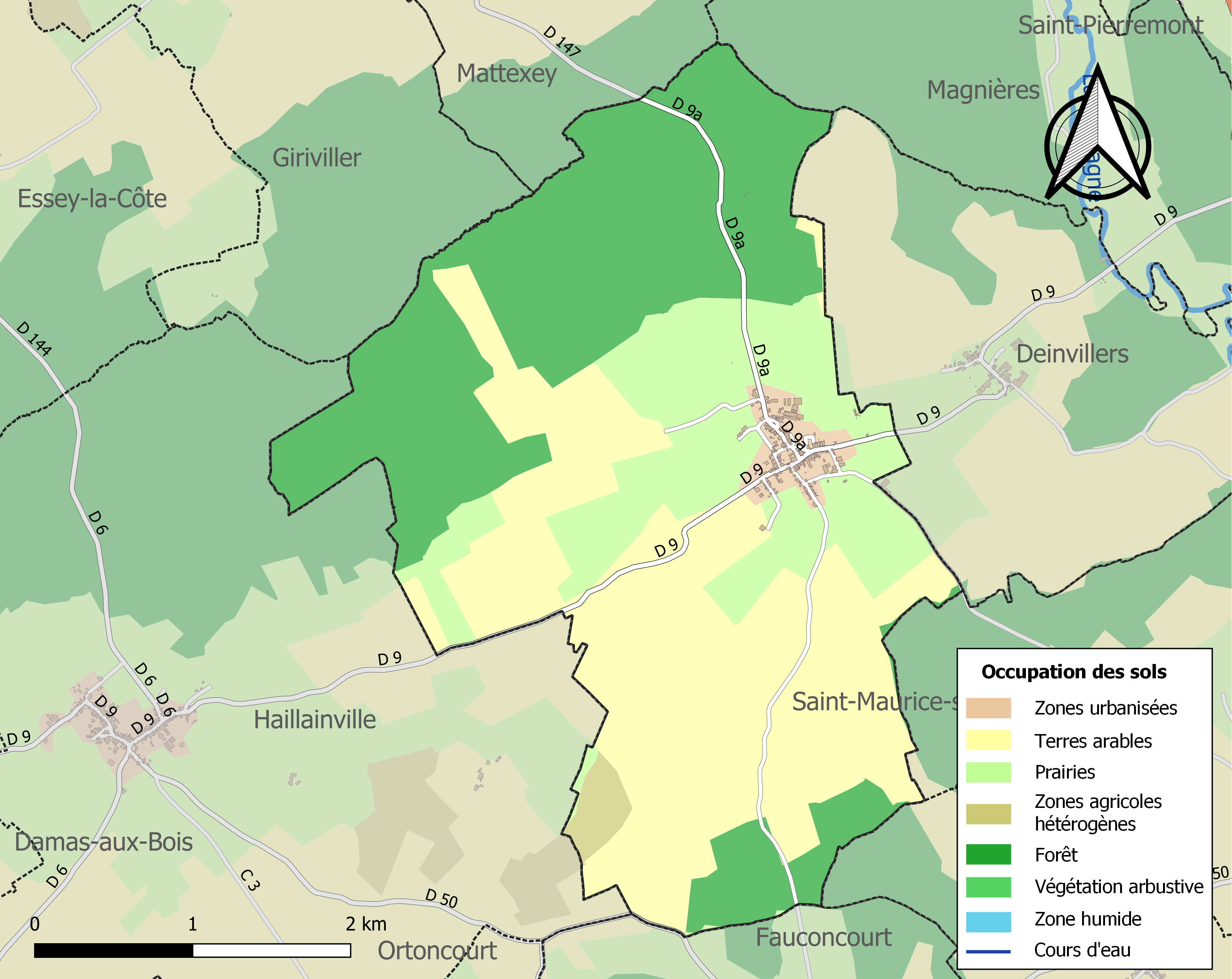
Carte des infrastructures et de l'occupation des sols de la commune en 2018 (CLC).

### Voies de communications et transports

#### Voies routières
- D414 vers Ramberviller.
- D66 vers Épinal[18].

#### Transports en commun
- Fluo Grand Est.

#### Lignes SNCF
- Gare de Chenevières
- Gare de Saint-Clément - Laronxe
- Gare d'Azerailles
- Gare de Châtel - Nomexy
- Gare de Baccarat

#### Transports aériens
- L'Aéroport d'Épinal-Mirecourt « Vosges Aéroport ».

À partir de l'été 2021, l’aéroport d’Épinal-Mirecourt est devenu le "pélicandrome" de la Zone Est et servira ainsi de base de ravitaillement et d’intervention pour les avions bombardiers d’eau connus sous le nom de Dash 8.

## Toponymie
Au cours de l'histoire, on rencontre les graphies suivantes : Clusentena et Clusente en 1003 ; Clusentanes en 1135 ; Clusentanis en 1156 ; Clusentaines en 1178 ; Clusentannes en 1185 ; Clusentennes en 1247 ; Clesentainne en 1336 ; Clysentaynnes en 1370 ; Clisenteinnes en 1373 ; Clisentennes au XIVe siècle ; Clusanteriis, Clusomtanis, Clusentenis en 1402 ; Clisentenne et Clisentennes en 1431 ; Clisenteines en 1472 ; Clusentene au XVe siècle ; Clisantaine en 1497 ; Clezentenne en 1511 ; Clezantaine, Clesantaine en 1543 ; Cluzenteigne en 1557 ; Clesentaine en 1561 ; Clesentenne en 1570 ; Clezentaines en 1594 ; Clezentaine en 1645 ; Clezentines en 1656 ; Claisantaines au XVIIIe siècle (carte de Cassini) ; Clisantaine en l'an VII(calendrier républicain) ; Clisentenœ en 1448 ; (notée Claisantaines sur la carte de Cassini).

Dans la langue régionale, le toponyme se prononce Tyézentaine.
On note que la lettre [z] n’apparaît qu'au XVIe siècle et la lettre [é] après la Révolution. Henri Lepage, qui est rigoureux sur l'orthographe des toponymes, utilise systématiquement la lettre [é] pour Clézentaine, au milieu du XIXe siècle.

Ad Clusentana, village de travailleurs d'abbaye (moines),, de clusa (vallée fermée en U).

## Histoire
Clézentaire possède des archives très importantes pour une commune de cette taille. Les plus anciennes sont conservées aux archives départementales des Vosges depuis 1990 où elles occupent environ 2,5 mètres linéaires. Ces archives contiennent notamment des lettres patentes du duc Charles (lequel ?) qui donne à la communauté de Clézentaine « le bois de Mortimont ». Il s'agit probablement d'une partie de l'actuelle forêt communale en limite du territoire de Giriviller qui s'est appelée « bois de Purimont ». On y trouve également les pièces d'un procès avec Mattexey à propos de vaine pâture forestière.

### Période pré romaine et gallo-romaine
Dans son étude sur les voies antiques en Lorraine, Jean Godfrin mentionne un tronçon de voie antique allant de Romont à Einvaux via Giriviller. Elle traverse forcément le territoire de Clézentaine et aurait existé avant la conquête romaine. Selon le même auteur, elle serait ensuite devenue l'artère principale du pagus « le Chaumontois », puisque, au-delà d'Einvaux, elle rejoindrait Laneuveville-devant-Nancy puis Toul. Cette dernière affirmation est à considérer avec prudence car elle fait abstraction d'une autre voie antique bien connue et parallèle à très peu de distance, celle qui passe à Roville-aux-Chênes, Moyen, Mont-sur-Meurthe et Blainville-sur-L'eau. Elle aussi est réputée joindre Deneuvre à Laneuveville-devant-Nancy.
On a aussi trouvé des substructions romaines entre Haillainville et clézentaine.

### Moyen Âge
Selon la thèse de Vianney Muller, il y aurait eu une maison forte à Clézentaine au Moyen Âge.
Dans un diplôme du 22 octobre 1003, Henri II, roi de Germanie, confirme les biens du monastère d'Épinal parmi lesquels trois habitations à Clézentaine.
En 1178, un échange a lieu entre les églises de Saint-Dié et l'abbaye de Beaupré. Les églises cèdent à l'abbaye ce qu'elles possèdent à Clézentaine,. Il s'agit d'un épisode parmi de nombreuses « chicanes » entre ces institutions religieuses. Les chanoines de St-Dié allèrent jusqu'à utiliser la force pour occuper certaines possessions de l'abbaye. En 1197 et sous l'arbitrage du duc Simon II, Mathieu prévôt des chanoines renonce officiellement à toutes prétentions sur Relécourt (Relaicourt, écart sur la commune de Moriviller) et sur le patronage de la cure de Clézentaine.
Vers 1348, Henri V comte de Vaudémont et sire de Joinville, réclame à Marie de Blois ce qu'elle lui devait en tant que duchesse de Lorraine. La dette est composée pour partie de 4 500 livres de dégâts occasionnés à Clézentaine par des gens de la duchesse (probablement des soldats). Il ne peut s'agir que d'une indemnité résultant de la guerre de 1337-1338 entre le duc Raoul de Lorraine et Henri IV de Bar et de Joinville.
Dans son testament daté du 11 août 1429, Marguerite veuve de Jean Trottet le jeune, bourgeois de Toul, nomme parmi ses exécuteurs testamentaires, Ferri de Clézentaine, grand prévôt de Saint-Dié et chanoine de Toul. On parle de nouveau de Ferri de Clézentaine en 1462 et en 1465 comme vicaire général puis archidiacre de Toul ; le même est également nommé Frédéric de Clézentaine. Ce personnage devait avoir quelque importance puisqu'il fut élu par le chapitre, évêque de Toul mais le pape refusa de ratifier cette nomination qui ne fut jamais effective.

### Ancien régime
Le 25 janvier 1543, constatant l'accroissement du village, le duc Antoine établit un marché hebdomadaire à Clézentaine ainsi que trois foires annuelles. Le 10 janvier 1568, le duc Charles ajoute une quatrième foire annuelle. Mais en 1789, les cultivateurs conduisent leurs produits à Rambervillers, ce qui pourrait signifier qu'il n'y a plus de foire locale.
Le 30 juin 1560, un échange a lieu entre Beaupré et le domaine ducal. L'abbaye de Beaupré abandonne le four banal de Clézentaine et le bois d'Avril d'une superficie de 100 jours (~20 ha) situé sur le même territoire au profit du duché de Lorraine.
En 1561, Charles III de Lorraine acense aux habitants de Clézentaine le four banal, une place et le bois d'Avril.
En 1566, dans un contrôle du domaine de Châtel, on relate « l'amodiation des ventes, hallages et poids de Clézentaine ».
La localité est mentionnée en 1594 dans le bailliage de Châtel et en 1751 dans celui de Lunéville.
En 1603, dans un compte des rentes et revenus de Beaupré, il est indiqué que l'abbaye a le droit de cueillir « les pois et fèves » de Clézentaine.
Le 15 novembre 1645, Jean Raidot et Nicolas Jean habitants de Clézentaine représentés par le seigneur Vignier, « intendant des police, justice et finance des duchez de Lorraine et de Bar, des eveschez de Metz, Toul et Verdun », demandent à n'être imposé que pour « un conduit » (foyer fiscal).
Le 3 août 1701 éclate un conflit entre les habitants de Clézentaine et ceux de Deinvillers qui ont « gagés » un cheval et un bœuf appartenant à ceux de Clézentaine, en représailles d'un fait de vaine pâture.
Le 9 février 1718 est fait un ascensement au profit de Charlotte d'Anglure veuve Lambertye « des domaines utiles et honorifiques, des moyennes, hautes et basses justices de Clésentaine avec les droits, moulins et revenus pour sa vie durant ».
Les habitants de Clesontenne devaient au domaine (ducal ?), entre autres impôts, 6 deniers par « porc paiχonnal » et un curieux « droit de gîte des chiens du prince ». Un porc paiχonnal est un animal nourrit à la pâture forestière. On remarque la lettre chi, [χ], représentant un phonème lorrain inexistant en français actuel mais courant dans d'autres langues européennes comme le c'h breton, la jota espagnole ou le ch allemand.
Dans une déclaration fournie en 1738, les habitants de Magnières se disent obligés à l'entretien du « grand chemin de Clézentaine ». Cela signifie qu'il existait une voie directe de communication entre les deux communautés.
avant 1751, le village a fait partie du bailliage de Châtel. Entre 1751 et 1789, Clézentaine fait partie du bailliage de Lunéville et du diocèse de Toul.
En 1759, la communauté fait un procès à plusieurs habitants pour les empêcher de couper du regain dans la prairie de Vilgo.
Jusqu'en 1766, les délibérations de la communauté étaient prises en assemblée dans laquelle chaque habitant prenait part ce qui était assez rare. Confrontés aux difficultés pour obtenir une majorité et aux violentes disputes qui en résultait, il est établi une pétition en vue de créer un conseil composé de six membres élus. La communauté garde cependant la possibilité de s'assembler quand elle le juge utile. La pétition fut acceptée et la communauté fonctionna sur ce principe jusqu'à la Révolution française.

#### Conséquences désastreuses de l'occupation française de la Lorraine

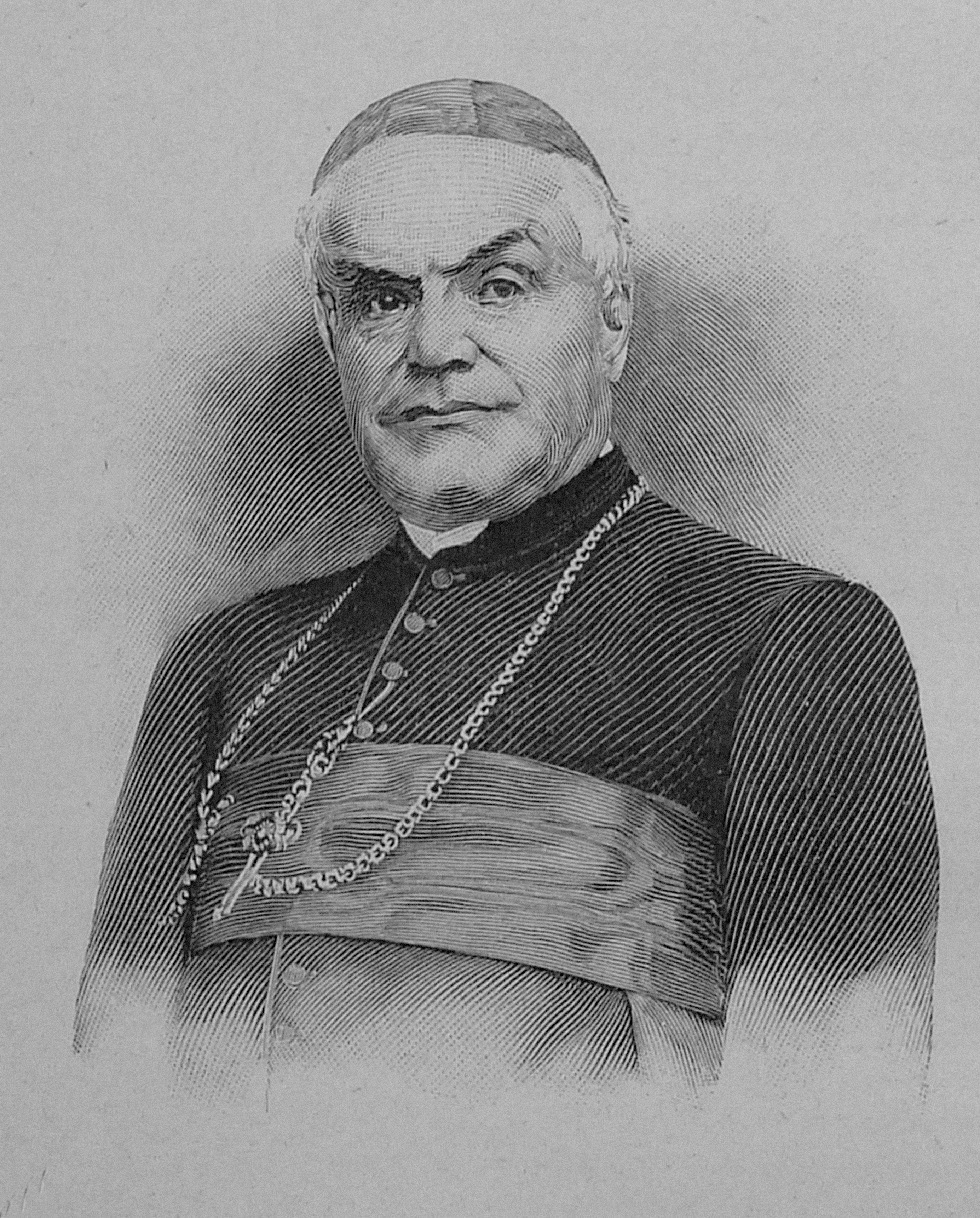
Cardinal François-Désiré Mathieu né à Einville-au-Jard

Dans sa thèse intitulée L'ancien régime dans la province de Lorraine et du Barrois soutenue le 20 décembre 1878 le cardinal Mathieu détaille l'appauvrissement des campagnes dû pour l'essentiel à la superposition de l'écrasante fiscalité française aux impôts lorrains déjà fort élevés. Page 317, il donne en exemple la communauté de Clésentaines dont les laboureurs sont tous propriétaires en 1740. En 1763, ils sont tous devenus simples fermiers. « Même la communauté a été contrainte de vendre plus de 120 paires de réseaux en biens-fonds à la seule ville de Lunéville ».

### Période révolutionnaire
En 1793, les habitants réunis en communauté demandent que chaque propriétaire devienne maître de ses prés et puisse couper le regain à sa guise. Ils laissent cependant une prairie à disposition des manœuvres (ouvriers) qui ne sont pas propriétaires. Il semble que cette décision ait mis fin à la vaine pâture ce qui est précoce puisqu'elle était encore en vigueur dans beaucoup de communes lorraines après la seconde guerre mondiale.

### Guerres napoléoniennes
Lorsqu'elle fut créée, la médaille de Sainte-Hélène fut remise à cinq habitants de Clézentaine encore vivant en 1857 et ayant combattu pendant le premier empire :
- Jean-Claude Belin né en 1789 ayant servi dans le 5e régiment de voltigeurs. Il a combattu en 1813 en Allemagne et à Waterloo ;
- Joseph Euriat né en 1786 ayant servi dans le 9e régiment d'infanterie légère pendant 7 ans ;
- Jean-Baptiste Martinet né en 1789 ayant servi dans le 8e régiment d'infanterie de ligne entre 1808 et 1811 ;
- Joseph Olivier né en 1794 engagé pendant 3 mois ;
- Jean-François Remy ayant servi dans le 10e régiment d'infanterie légère entre 1807 et 1815.

### Guerre franco-allemande de 1870
Plusieurs habitants figurent parmi les combattants de ce conflit : François Léopold Menzin né le 27 octobre 1836 à Clézentaine. Il faisait partie du 100e de ligne dans l'armée du Rhin. Blessé, il fut amputé d'un bras.
Marie-Auguste Raidot, né à Clézentaine le 6 janvier 1847, faisait partie du 18e de ligne et fut blessé à Strasbourg le 22 septembre ce qui nécessita l'amputation de la jambe droite.
Peu après l'invasion de la Lorraine par les armées prussiennes, des jeunes gens quittèrent leur foyer pour former des « compagnies franches ». Dans le corps franc des Vosges, Monsieur Deny de Clézentaine reçu le commandement de deux obusiers de montagne.

### Période moderne
Le 21 juin 1839, il se produit sur la petite région un très important orage de grêle. Clézentaine est la commune qui subit le plus de dégâts. Le préjudice est estimé à 71 121 francs par les contrôleurs des contributions.
En 1845, il y a 18 ha de vignes sur le territoire.
Clézentaine fut touché par l'épidémie de choléra qui sévit en Lorraine au milieu du XIXe siècle. Le sieur Brégeot, réputé « le plus pauvre homme de la commune » se fit remarquer en portant secours aux malades et en ensevelissant les victimes de l'épidémie, ce que plus personne ne voulait faire. Il en fut récompensé par le ministre de l'agriculture et du commerce qui lui accorda un secours de 60 francs. Cet homme généreux fut lui-même victime de la maladie qui l'emporta, laissant sa famille dans la précarité. Le ministère de l'agriculture et du commerce porta son aide à 150 francs au profit de la veuve.
Début 1852, le conseil municipal est dissous et remplacé par une commission provisoire.
Le 5 avril 1865 a lieu à l’hôtel de la préfecture à Épinal une série d'adjudications de travaux, dont la reconstruction de la tour du clocher de Clézentaine pour un montant estimé à 20 493 francs.
En 1867, sur 1 307 hectares, 737 sont en terre labourable, 92 en prés, 6 en vignes, 435 en bois, 8 en jardins, vergers et « chenevières ». Les cultures principales sont le blé, l'orge, l'avoine, la pomme de terre, la vigne. Ces chiffres comparés à ceux de 1845 montrent que la surface occupée par la vigne a fortement diminué, longtemps avant l'arrivée du phylloxera.
Le 12 mars 1883, le conseil municipal est dissous. Les élections sont fixées au 25 du même mois.
Adolphe Vicaire est élu maire en 1896. Il est fait chevalier du mérite agricole en 1898. L'honneur fait au premier magistrat de la commune ne semble pas être du goût de tous ses administrés si l'on se réfère aux journaux de l'époque,. Le mandat de ce maire est émaillé d'incidents d'origine politicienne. Le climat est tendu entre républicains et conservateurs. Le 7 mai 1907, le receveur de l'enregistrement de Rambervillers accompagné du maire et du garde-champêtre se rendent au presbytère pour se faire remettre le drap mortuaire utilisé pour couvrir le cercueil lors des cérémonies funéraires. L'abbé Bédon curé de la paroisse répond que ce drap appartient à la'« fabrique » et qu'il l'a payé de ses propres deniers. Il refuse de le donner au maire. Celui-ci requiert « un citoyen de bonne volonté » pour forcer la porte de la sacristie mais cette tentative reste vaine et la délégation se retire bredouille. La même année, l'application de la loi sur de la séparation de l'église et de l'État s'applique laborieusement à Clézentaine : sur injonction du maire, le curé doit quitter le presbytère dont le loyer demandé par la municipalité est jugé trop élevé par le prêtre.
Le Journal officiel du 17 février 1911 publie une liste de récipiendaires du mérite agricole. Auguste Lahaye, cultivateur et maire de Clézentaine est récompensé pour « vulgarisation de l'emploi de nouvelles méthodes de cultures et pour 21 ans de pratiques agricoles ».

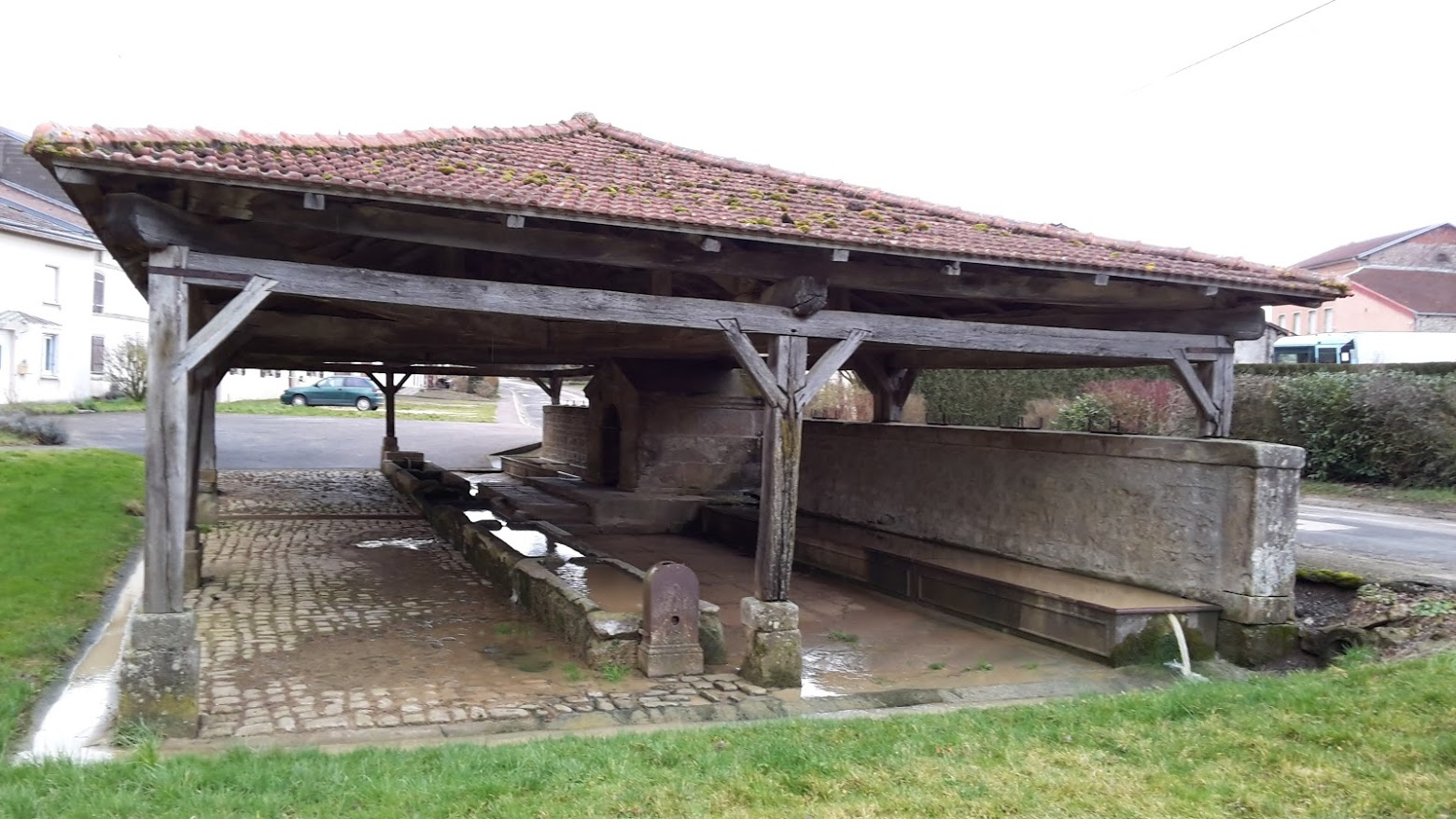
le lavoir de Clézentaine

1921, le journal L'Intransigeant lance le concours du plus joli nom de commune de France. Parmi les 375 présélectionnés, Clézentaine figure dans la quatrième liste de 25 noms.
En 1998, la commune est récompensée pour son lavoir qui date de 1691 et qui compte douze auges. Ce monument exceptionnel est également mentionné dans un numéro spécial de la revue régionale Villages lorrains.

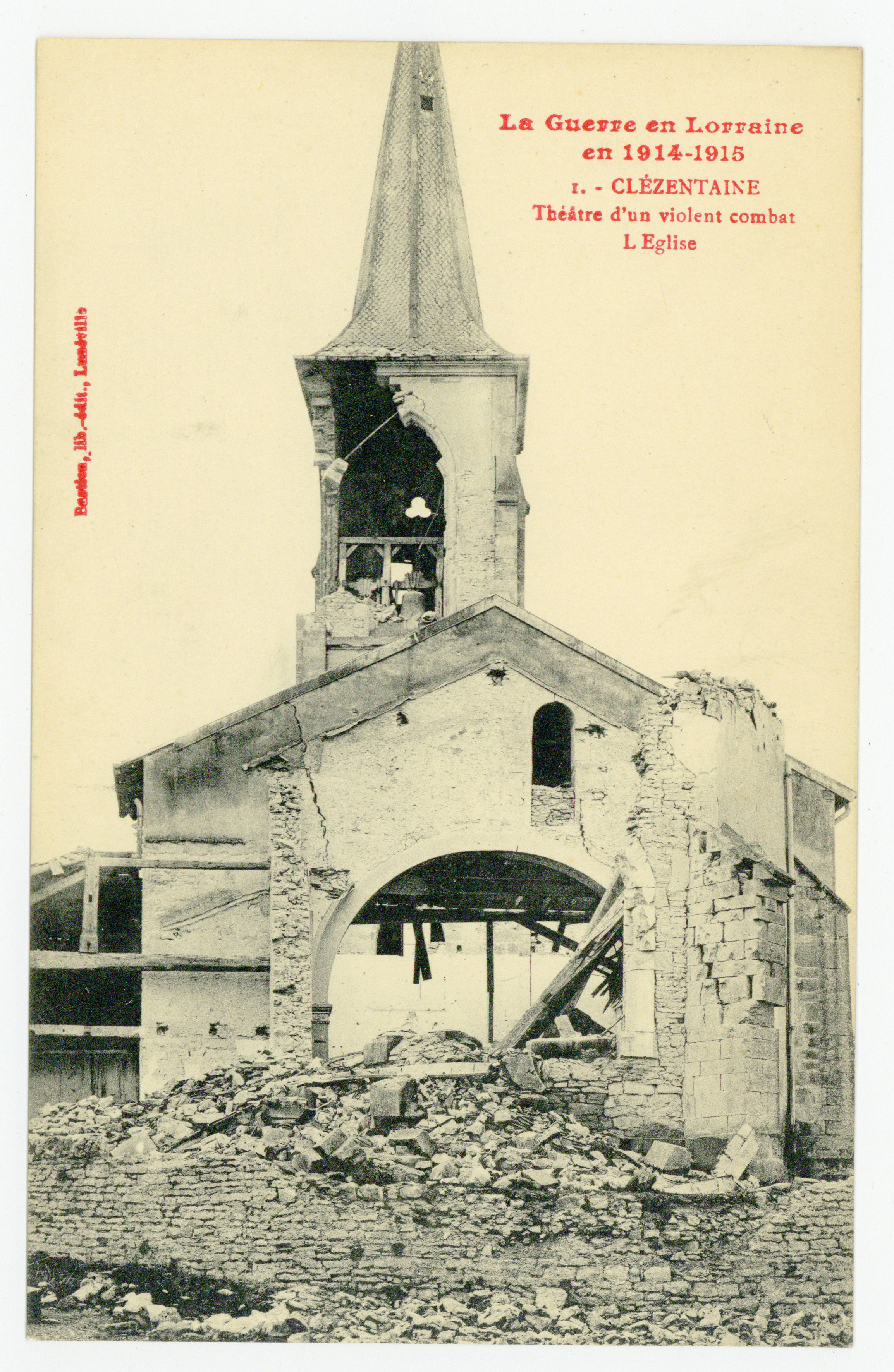
L'église de Clézentaine détruite en 1914

### Guerres mondiales
En août 1914, Clézentaine a été sur la ligne de front pendant la bataille de la trouée de Charmes. La commune a subi d'importants dégâts. Le site mémoire des hommes compte 186 fiches de soldats tués à Clézentaine lors de cette bataille.
Quinze habitants de la commune mobilisés pendant cette guerre sont déclarés morts pour la France. Leurs noms figurent sur le monument au morts de Clézentaine.
Le journal officiel de la République en date du 1er janvier 1920 donne une liste de communes citées à l'ordre de l'Armée. Clézentaine figure dans ce document.
La commune a été décorée le 21 octobre 1920 de la croix de guerre 1914-1918.
La création de la Société coopérative de reconstruction de Clézentaine est approuvée par le préfet du département des Vosges le 1er février 1921.
Le 15 novembre 1925, Clézentaine inaugure son monument aux morts.
Le 29 octobre 1928, l'église reconstruite est officiellement inaugurée. La reconstruction du clocher attendra 1933.
En septembre 1944, la 2e DB s'installe quelques jours au village. Une cérémonie de deuil en présence du Général Leclerc a lieu. Plusieurs officiers et soldats sont enterrés au carré militaire.

## Blasonpopulaire et folklore
Les habitants avaient pour sobriquet : les vesses de kênes de Tyézentaine : les pets de canes de Clézentaine.
Le village était aussi l'objet d'un quolibet :
Tyèzentaine, les trôs fontaines : ène po les bots, ène po les kênes et l'âte po les wètes fômmes !
Clézentaine, les trois fontaines : une pour les crapauds, une pour les canes et l'autre pour les sales femmes.

## Politique et administration
| Période                                  | Période                  | Identité                    | Étiquette | Qualité                           |
| ---------------------------------------- | ------------------------ | --------------------------- | --------- | --------------------------------- |
| Les données manquantes sont à compléter. |                          |                             |           |                                   |
| 1908                                     | après 1923 et avant 1926 | Auguste Lahaye              |           | Chevalier du mérite agricole      |
| avant le 28 mars 1926                    | après le 10 mai 1937     | Adrien Geoffroy             |           |                                   |
|                                          | années 1950              | Georges Cholez (1908-1974)  |           |                                   |
| 1965                                     | mars 1983                | Jean Geoffroy               |           |                                   |
| mars 1983                                | 1988                     | Guy Charron (1929-1988)     |           | Décédé en cours de mandat         |
| 1988                                     | mars 2001                | Michèle Charron (1931-2021) |           | Institutrice, épouse du précédent |
| mars 2001                                | 2005                     | Pascal Gilquin              |           |                                   |
| 2005                                     | mars 2008                | Michel Jurion               |           |                                   |
| 18 février 2015                          | juin 2020                | Marie-Françoise Bajolet     |           |                                   |
| 3 juin 2020                              | En cours                 | Christian Rochotte          |           | [ 76 ]                            |

### Intercommunalité
Depuis le 1er janvier 2014, la commune fait partie de la communauté de communes de la région de Rambervillers (C2CR).

### Budget et fiscalité 2023
En 2023, le budget de la commune était constitué
ainsi :
- total des produits de fonctionnement : 162 000 €, soit 720 € par habitant ;
- total des charges de fonctionnement : 161 000 €, soit 717 € par habitant ;
- total des ressources d'investissement : 136 000 €, soit 604 € par habitant ;
- total des emplois d'investissement : 73 000 €, soit 323 € par habitant ;
- endettement : 186 000 €, soit 827 € par habitant.

Avec les taux de fiscalité suivants :
- taxe d'habitation : 13,98 % ;
- taxe foncière sur les propriétés bâties : 33,51 % ;
- taxe foncière sur les propriétés non bâties : 15,94 % ;
- taxe additionnelle à la taxe foncière sur les propriétés non bâties : 0,00 % ;
- cotisation foncière des entreprises : 0,00 %.

Chiffres clés Revenus et pauvreté des ménages en 2021 : médiane en 2021 du revenu disponible, par unité de consommation : 20 190 €

## Population et société

### Démographie

#### Évolution démographique
L'évolution du nombre d'habitants est connue à travers les recensements de la population effectués dans la commune depuis 1793. Pour les communes de moins de 10 000 habitants, une enquête de recensement portant sur toute la population est réalisée tous les cinq ans, les populations de référence des années intermédiaires étant quant à elles estimées par interpolation ou extrapolation. Pour la commune, le premier recensement exhaustif entrant dans le cadre du nouveau dispositif a été réalisé en 2005.

En 2022, la commune comptait 219 habitants, en évolution de +1,86 % par rapport à 2016 (Vosges : −2,96 %, France hors Mayotte : +2,11 %).
| 1793 | 1800 | 1806 | 1821 | 1831 | 1836 | 1841 | 1846 | 1856 |
| ---- | ---- | ---- | ---- | ---- | ---- | ---- | ---- | ---- |
| 372  | 459  | 466  | 514  | 521  | 538  | 533  | 521  | 502  |

| 1861 | 1866 | 1876 | 1881 | 1886 | 1891 | 1896 | 1901 | 1906 |
| ---- | ---- | ---- | ---- | ---- | ---- | ---- | ---- | ---- |
| 524  | 524  | 513  | 510  | 489  | 463  | 413  | 401  | 356  |

| 1911 | 1921 | 1926 | 1931 | 1936 | 1946 | 1954 | 1962 | 1968 |
| ---- | ---- | ---- | ---- | ---- | ---- | ---- | ---- | ---- |
| 416  | 330  | 319  | 303  | 300  | 311  | 282  | 253  | 222  |

| 1975 | 1982 | 1990 | 1999 | 2005 | 2006 | 2010 | 2015 | 2020 |
| ---- | ---- | ---- | ---- | ---- | ---- | ---- | ---- | ---- |
| 213  | 200  | 181  | 212  | 216  | 216  | 220  | 217  | 221  |

| 2022 | - | - | - | - | - | - | - | - |
| ---- | - | - | - | - | - | - | - | - |
| 219  | - | - | - | - | - | - | - | - |

### Enseignement
Établissements d'enseignements :
- Écoles maternelles à Fauconcourt, Magnières, Romont, Rehaincourt, Domptail.
- Écoles primaires à Saint-Maurice-sur-Mortagne, Magnières, Moyemont, Roville-aux-Chênes, Rehaincourt.
- Collèges à Rambervillers, Gerbéville, Châtel-sur-Moselle, Baccarat.
- Lycées à Roville-aux-Chênes, Thaon-les-Vosges, Lunéville.

### Santé
Professionnels et établissements de santé :
- Médecins à Magnières, Gerbéviller, Rambervillers, Einvaux, Saint-Clément, Azerailles, Mont-sur-Meurthe, Châtel-sur-Moselle.
- Pharmacies à Magnières, Gerbéviller, Rambervillers, Saint-Clément, Portieux, Châtel-sur-Moselle.
- Hôpitaux à Rambervillers, Châtel-sur-Moselle, Baccarat, Charmes, Thaon-les-Vosges.

### Cultes
- Culte catholique, Paroisse Notre-Dame-de-la-Mortagne[85], Diocèse de Saint-Dié.

## Économie

### Entreprises et commerces

#### Commerces
- Commerces et services de proximité[86].

## Culture locale et patrimoine

### Lieux et monuments

Panoramique à 360° entre Clézentaine et Deinvillers.
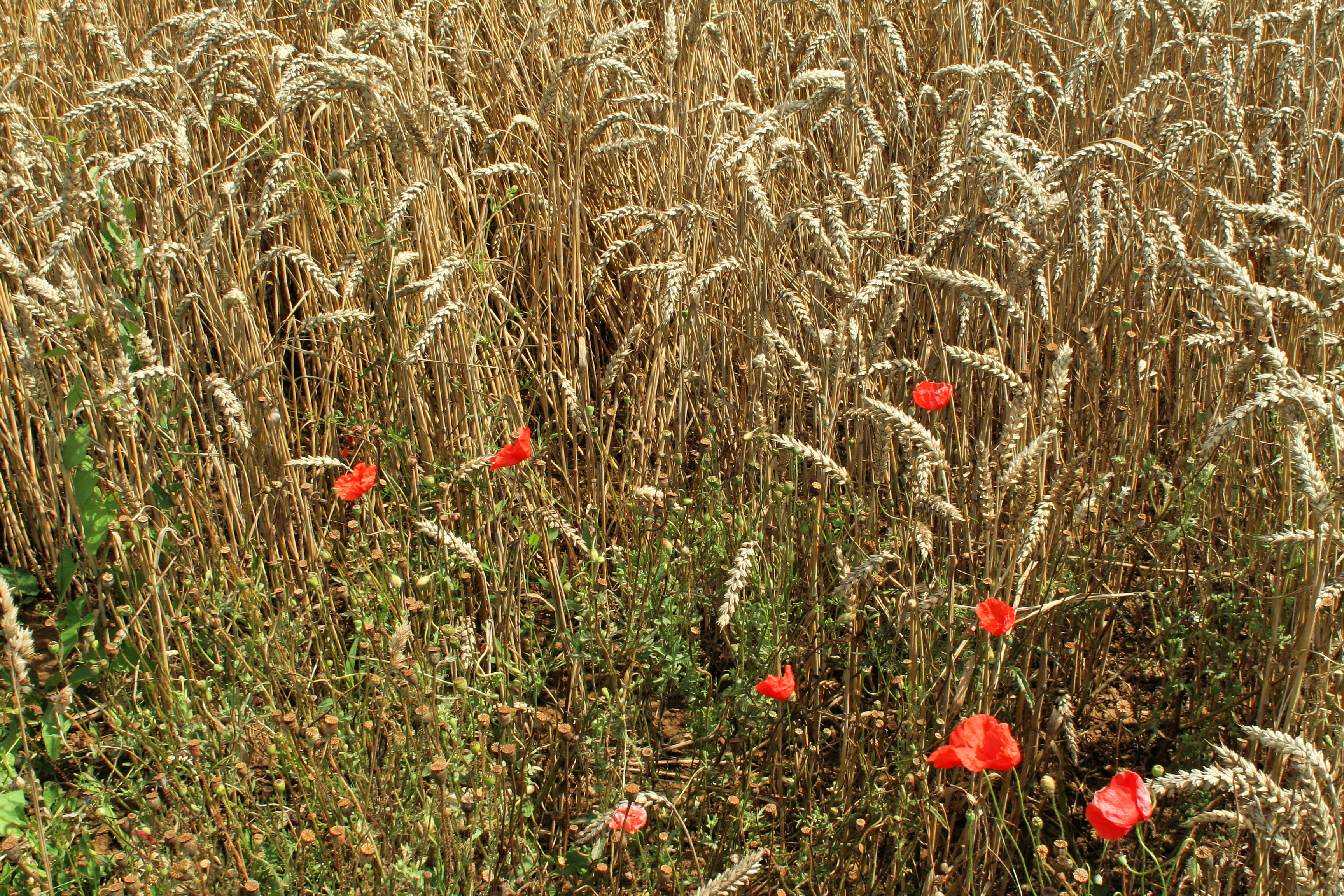
Coquelicots en bordure d'un champ de blé
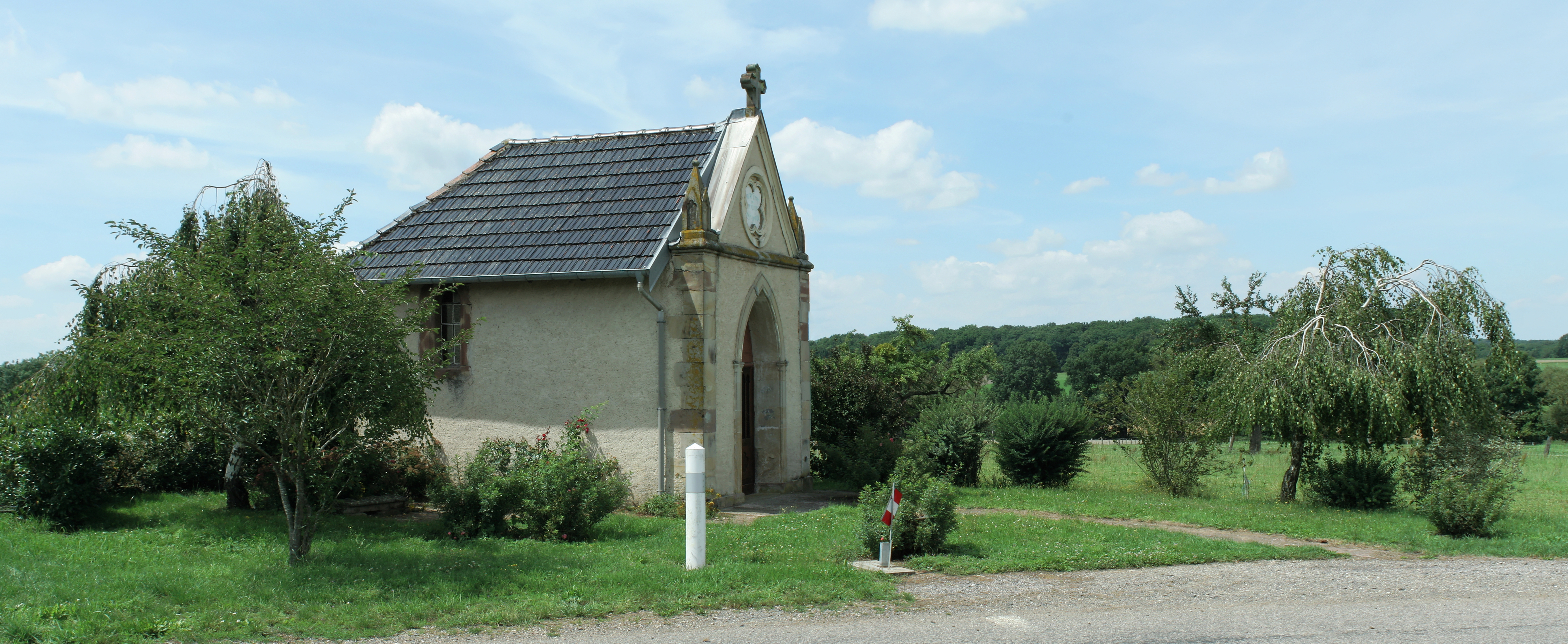
Chapelle du bon secours.

- L'église du XVIIIe siècle, dédiée à Saint-Martin et ses trois cloches de 1866[87].
- Sur la grande rue, à la sortie du village vers Haillainville, se trouve le cimetière municipal[88], qui abrite un cimetière militaire de la Première Guerre mondiale.
- Monument aux morts, vitrail commémoratif, carré militaire[89],[90],[91].
- Plus loin dans la même direction[92], dans un virage, se trouve la chapelle du Bon secours, construite en 1858 par Marie Guichard. Le bâtiment a été cédée en 1993 par ses descendants à la commune, qui l'a restaurée et inaugurée en 1996[93].
- Grand'fontaine[94].
- Le point d'eau du centre du village[95].

### Personnalités liées à la commune

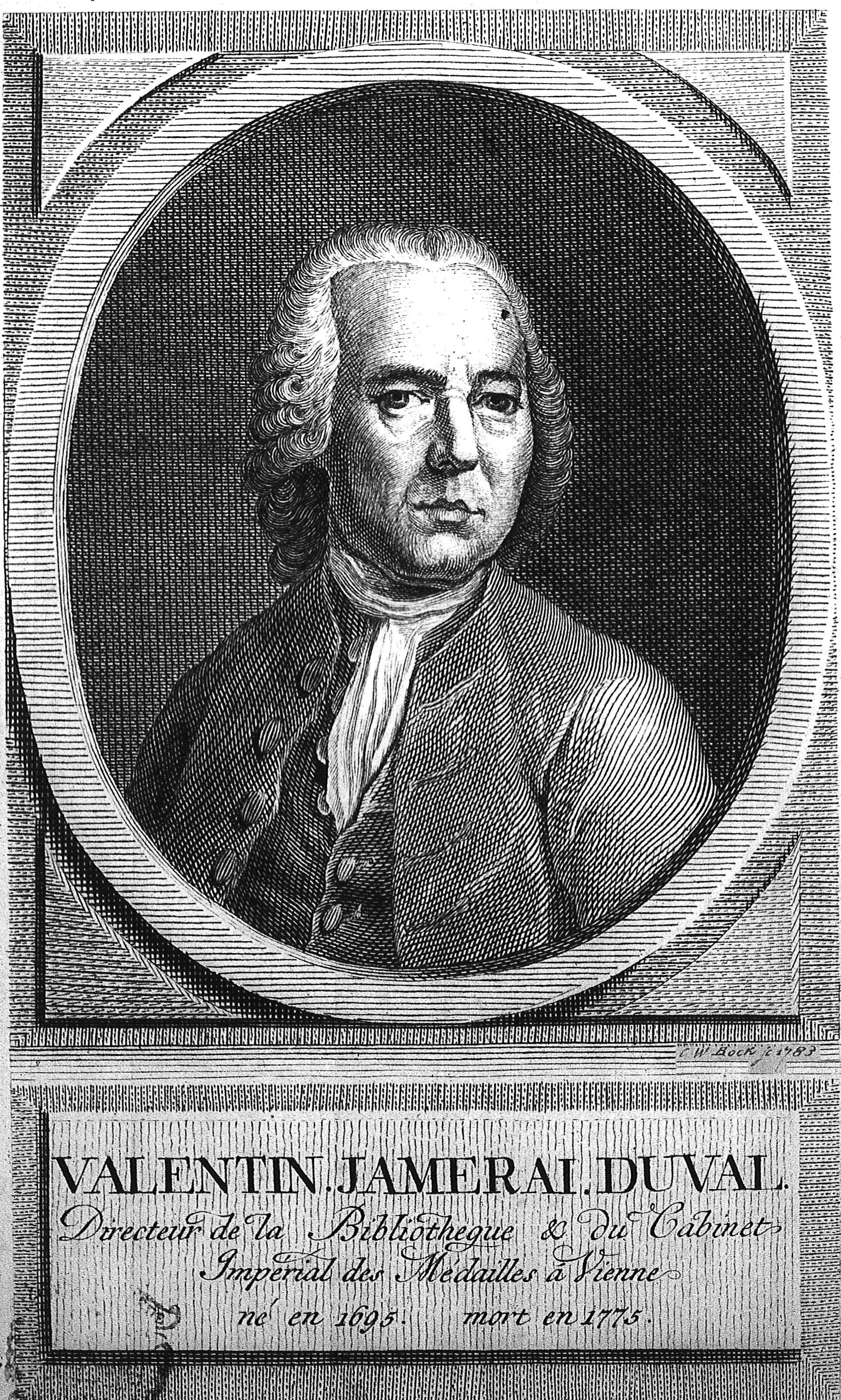

- Valentin Jamerai-Duval, également écrit Jamerey-Duval, est né le 12 janvier 1695 à Arthonnay. Il est mort à Vienne le 3 novembre 1775. Ce curieux personnage a d'abord eu une enfance misérable qui l'a conduit à errer pour fuir la pauvreté et un beau-père violent. C'est ainsi qu'il fût recueilli par le berger communal de Clézentaine qui l'employa comme domestique pendant deux ans[96]. Dans son périple, il rencontre un ermite qui lui prête un livre ce qui lui donne envie d'apprendre à lire. Il continue son vagabondage jusqu'à Lunéville où un membre de la cour du duc Léopold le remarque. À partir de là, son sort change radicalement. Il est envoyé à l'université de Pont-à-Mousson. En 1719, il est nommé conservateur de la bibliothèque du château de Lunéville. La suite de sa carrière se déroule dans le sillage de François III de Lorraine qui deviendra ensuite François 1er, empereur d'Autriche[97].

Les villes d'Arthonnay, de Lunéville et de Nancy ont donné son nom à l'une de leurs rues.
ERUDHiLOR qui se donne pour mission le recensement des érudits lorrains lui consacre  une page.
- La médaille de Sainte-Hélène a été remise à cinq habitants de Clézentaine encore vivant en 1857 et ayant combattu pendant le premier empire[43] :